# Progressione del record mondiale dei 50 m farfalla
In vasca corta (25 metri) i record del mondo delfino sono omologati dalla FINA dal 3 marzo 1991.

## Uomini

### Vasca lunga
| #                                            | Tempo | +  | Atleta             | Nazionalità | Data             | Evento                  | Luogo               | Ref   |
| -------------------------------------------- | ----- | -- | ------------------ | ----------- | ---------------- | ----------------------- | ------------------- | ----- |
| -                                            | 23"68 |    | Denis Pankratov    | Russia      | 10 agosto 1996   | Arena Meet of Champions | Mulhouse, Francia   |       |
| Record riconosciuti ufficialmente dalla FINA |       |    |                    |             |                  |                         |                     |       |
| 1                                            | 23"60 |    | Geoff Huegill      | Australia   | 14 maggio 2000   | Campionati australiani  | Sydney, Australia   |       |
| 2                                            | 23"44 | sf | Geoff Huegill      | Australia   | 27 luglio 2001   | Campionati mondiali     | Fukuoka, Giappone   |       |
| 3                                            | 23"43 |    | Matt Welsh         | Australia   | 21 luglio 2003   | Campionati mondiali     | Barcellona, Spagna  |       |
| 4                                            | 23"30 |    | Ian Crocker        | Stati Uniti | 29 febbraio 2004 | Big 12 Conference       | Austin, Stati Uniti |       |
| 5                                            | 23"01 | sf | Roland Schoeman    | Sudafrica   | 24 luglio 2005   | Campionati mondiali     | Montréal, Canada    |       |
| 6                                            | 22"96 |    | Roland Schoeman    | Sudafrica   | 25 luglio 2005   | Campionati mondiali     | Montréal, Canada    |       |
| 7                                            | 22"43 | sf | Rafael Muñoz Pérez | Spagna      | 5 aprile 2009    | Campionati spagnoli     | Malaga, Spagna      | [ 1 ] |
| 8                                            | 22"27 |    | Andrij Hovorov     | Ucraina     | 1º luglio 2018   | 55º Trofeo Settecolli   | Roma, Italia        | [ 2 ] |

Legenda: Ref - Referto della gara;
Record non ottenuti in finale: (b) - batteria; (sf) - semifinale; (s) - staffetta prima frazione.

### Vasca corta
| #   | Tempo | + | Atleta            | Nazionalità   | Data             | Evento                          | Luogo                     | Ref   |
| --- | ----- | - | ----------------- | ------------- | ---------------- | ------------------------------- | ------------------------- | ----- |
| 1   | 23"55 |   | Mark Foster       | Gran Bretagna | 11 febbraio 1995 | Coppa del Mondo                 | Sheffield, Regno Unito    |       |
| 2   | 23"45 |   | Mark Foster       | Gran Bretagna | 15 dicembre 1995 |                                 | Sheffield, Regno Unito    |       |
| 3   | 23"35 |   | Denis Pankratov   | Russia        | 8 febbraio 1997  | Coppa del Mondo                 | Parigi, Francia           |       |
| 4   | 23"30 |   | Miloš Milošević   | Croazia       | 12 dicembre 1998 | Campionati europei              | Sheffield, Regno Unito    |       |
| 5   | 23"21 |   | Michael Klim      | Australia     | 5 settembre 1999 | Campionati australiani          | Canberra, Australia       |       |
| 6   | 23"19 | b | Lars Frölander    | Svezia        | 19 marzo 2000    | Campionati mondiali             | Atene, Grecia             |       |
| 7   | 23"11 |   | Michael Klim      | Australia     | 18 giugno 2000   | AIS meet                        | Canberra, Australia       |       |
| 8   | 22"87 |   | Mark Foster       | Gran Bretagna | 17 gennaio 2001  | Coppa del Mondo                 | Sheffield, Regno Unito    |       |
| 9   | 22"84 |   | Geoff Huegill     | Australia     | 18 dicembre 2001 | Coppa del Mondo                 | Melbourne, Australia      |       |
| 9 = | 22"84 |   | Geoff Huegill     | Australia     | 22 gennaio 2002  | Coppa del Mondo                 | Stoccolma, Svezia         |       |
| 10  | 22"74 | b | Geoff Huegill     | Australia     | 26 gennaio 2002  | Coppa del Mondo                 | Berlino, Germania         |       |
| 11  | 22"71 |   | Ian Crocker       | Stati Uniti   | 10 ottobre 2004  | Campionati mondiali             | Indianapolis, Stati Uniti |       |
| 12  | 22"60 |   | Kaio de Almeida   | Brasile       | 17 dicembre 2005 | Campionati brasiliani           | Santos, Brasile           |       |
| 13  | 22"50 |   | Matt Jaukovic     | Australia     | 25 ottobre 2008  | Coppa del Mondo                 | Sydney, Australia         |       |
| 14  | 22"29 |   | Amaury Leveaux    | Francia       | 6 dicembre 2008  | Campionati francesi             | Angers, Francia           |       |
| 15  | 22"18 | b | Amaury Leveaux    | Francia       | 14 dicembre 2008 | Campionati europei              | Fiume, Croazia            |       |
| 16  | 22"06 |   | Steffen Deibler   | Germania      | 24 ottobre 2009  | Internationales SchwimmFestival | Aquisgrana, Germania      |       |
| 17  | 21"80 |   | Steffen Deibler   | Germania      | 14 novembre 2009 | Coppa del Mondo                 | Berlino, Germania         | [ 3 ] |
| 18  | 21"75 |   | Nicholas Santos   | Brasile       | 6 ottobre 2018   | Coppa del Mondo                 | Budapest, Ungheria        | [ 4 ] |
| 18  | 21"75 | = | Szebasztián Szabó | Ungheria      | 6 novembre 2021  | Campionati europei              | Kazan', Russia            |       |
| 19  | 21"67 | b | Noè Ponti         | Svizzera      | 20 ottobre 2024  | Coppa del Mondo                 | Shanghai, Cina            |       |
| 20  | 21"50 | b | Noè Ponti         | Svizzera      | 2 novembre 2024  | Coppa del Mondo                 | Singapore                 | [ 5 ] |
| 21  | 21"43 | b | Noè Ponti         | Svizzera      | 10 dicembre 2024 | Campionati mondiali             | Budapest                  | [ 6 ] |
| 22  | 21"32 |   | Noè Ponti         | Svizzera      | 11 dicembre 2024 | Campionati mondiali             | Budapest                  |       |

Legenda: Ref - Referto della gara;
Record non ottenuti in finale: (b) - batteria; (sf) - semifinale; (s) - staffetta prima frazione.

## Donne

### Vasca lunga
| #                                            | Tempo | +     | Atleta                | Nazionalità | Data              | Evento                                        | Luogo                     | Ref   |
| -------------------------------------------- | ----- | ----- | --------------------- | ----------- | ----------------- | --------------------------------------------- | ------------------------- | ----- |
| -                                            | 27"54 |       | Catherine Plewinski   | Francia     | 23 settembre 1988 | Giochi olimpici                               | Seul, Corea del Sud       |       |
| -                                            | 27"30 |       | Qian Hong             | Cina        | 16 gennaio 1991   | Campionati mondiali                           | Perth, Australia          |       |
| -                                            | 27"30 |       | Angel Myers-Martino   | Stati Uniti | 9 marzo 1996      |                                               | Indianapolis, Stati Uniti |       |
| -                                            | 26"55 |       | Amy Van Dyken         | Stati Uniti | 1º maggio 1996    |                                               | Phoenix, Stati Uniti      |       |
| Record riconosciuti ufficialmente dalla FINA |       |       |                       |             |                   |                                               |                           |       |
| 1                                            | 26"54 |       | Inge de Bruijn        | Paesi Bassi | 18 giugno 1999    | NLD Nationals & European Championship Trials  | Amersfoort, Paesi Bassi   |       |
| 2                                            | 26"39 |       | Anna-Karin Kammerling | Svezia      | 15 luglio 1999    | SWE Nationals & European Championship Trials  | Halmstad, Svezia          |       |
| 3                                            | 26"29 |       | Anna-Karin Kammerling | Svezia      | 27 luglio 1999    | Campionati europei                            | Istanbul, Turchia         |       |
| 4                                            | 25"83 | b     | Inge de Bruijn        | Paesi Bassi | 20 maggio 2000    | International Swimming Meeting of Monte Carlo | Monte Carlo, Monaco       |       |
| 5                                            | 25"64 | b     | Inge de Bruijn        | Paesi Bassi | 26 maggio 2000    | Super Speedo Grand Prix                       | Sheffield, Regno Unito    |       |
| 6                                            | 25"57 |       | Anna-Karin Kammerling | Svezia      | 30 luglio 2002    | Campionati europei                            | Berlino, Germania         |       |
| 7                                            | 25"46 |       | Therese Alshammar     | Svezia      | 13 giugno 2007    | Gran Premi Internacional Ciutat de Barcelona  | Barcellona, Spagna        |       |
| -                                            | 25"44 | [ 7 ] | Therese Alshammar     | Svezia      | 16 marzo 2009     | Campionati australiani                        | Sydney, Australia         |       |
| 8                                            | 25"33 |       | Marleen Veldhuis      | Paesi Bassi | 19 aprile 2009    | Amsterdam Swim Cup                            | Amsterdam, Paesi Bassi    |       |
| 9                                            | 25"28 | sf    | Marleen Veldhuis      | Paesi Bassi | 31 luglio 2009    | Campionati mondiali                           | Roma, Italia              |       |
| 10                                           | 25"07 | sf    | Therese Alshammar     | Svezia      | 31 luglio 2009    | Campionati mondiali                           | Roma, Italia              |       |
| 11                                           | 24"43 |       | Sarah Sjöström        | Svezia      | 5 luglio 2014     | Campionati svedesi                            | Borås, Svezia             | [ 8 ] |

Legenda: Ref - Referto della gara;
Record non ottenuti in finale: (b) - batteria; (sf) - semifinale; (s) - staffetta prima frazione.

### Vasca corta
| #  | Tempo | + | Atleta                | Nazionalità | Data             | Evento              | Luogo                        | Ref   |
| -- | ----- | - | --------------------- | ----------- | ---------------- | ------------------- | ---------------------------- | ----- |
| 1  | 26"73 |   | Amy Van Dyken         | Stati Uniti | 1º febbraio 1995 | Coppa del Mondo     | Espoo, Finlandia             |       |
| 2  | 26"56 | b | Angela Kennedy        | Australia   | 12 febbraio 1995 | Coppa del Mondo     | Sheffield, Regno Unito       |       |
| 3  | 26"55 |   | Misty Hyman           | Stati Uniti | 19 aprile 1997   | Campionati mondiali | Göteborg, Svezia             |       |
| 4  | 26"48 |   | Jenny Thompson        | Stati Uniti | 29 novembre 1997 | Canada Open         | Toronto, Canada              |       |
| 5  | 26"05 | b | Jenny Thompson        | Stati Uniti | 2 dicembre 1998  | Coppa del Mondo     | College Station, Stati Uniti |       |
| 6  | 26"00 |   | Jenny Thompson        | Stati Uniti | 18 novembre 1999 | Coppa del Mondo     | Washington, Stati Uniti      |       |
| 7  | 25"64 |   | Anna-Karin Kammerling | Svezia      | 10 dicembre 1999 | Campionati europei  | Lisbona, Portogallo          |       |
| 8  | 25"60 |   | Anna-Karin Kammerling | Svezia      | 15 dicembre 2000 | Campionati europei  | Valencia, Spagna             |       |
| 9  | 25"36 |   | Anna-Karin Kammerling | Svezia      | 25 gennaio 2001  | Coppa del Mondo     | Stoccolma, Svezia            |       |
| 10 | 25"33 |   | Anna-Karin Kammerling | Svezia      | 12 marzo 2005    | Campionati svedesi  | Göteborg, Svezia             |       |
| 11 | 25"32 |   | Felicity Galvez       | Australia   | 11 aprile 2008   | Campionati mondiali | Manchester, Regno Unito      |       |
| 12 | 25"31 |   | Therese Alshammar     | Svezia      | 12 novembre 2008 | Coppa del Mondo     | Stoccolma, Svezia            |       |
| 13 | 24"99 |   | Marieke Guehrer       | Australia   | 16 novembre 2008 | Coppa del Mondo     | Berlino, Germania            |       |
| 14 | 24"75 |   | Therese Alshammar     | Svezia      | 17 ottobre 2009  | Coppa del Mondo     | Durban, Sudafrica            |       |
| 15 | 24"46 |   | Therese Alshammar     | Svezia      | 11 novembre 2009 | Coppa del Mondo     | Stoccolma, Svezia            |       |
| 16 | 24"38 |   | Therese Alshammar     | Svezia      | 22 novembre 2009 | Coppa del Mondo     | Singapore                    | [ 9 ] |
| 17 | 24"02 |   | Gretchen Walsh        | Stati Uniti | 10 dicembre 2024 | Campionati mondiali | Budapest                     |       |
| 18 | 23"94 |   | Gretchen Walsh        | Stati Uniti | 10 dicembre 2024 | Campionati mondiali | Budapest                     |       |

Legenda: Ref - Referto della gara;
Record non ottenuti in finale: (b) - batteria; (sf) - semifinale; (s) - staffetta prima frazione.